# Comarca de San Sebastián

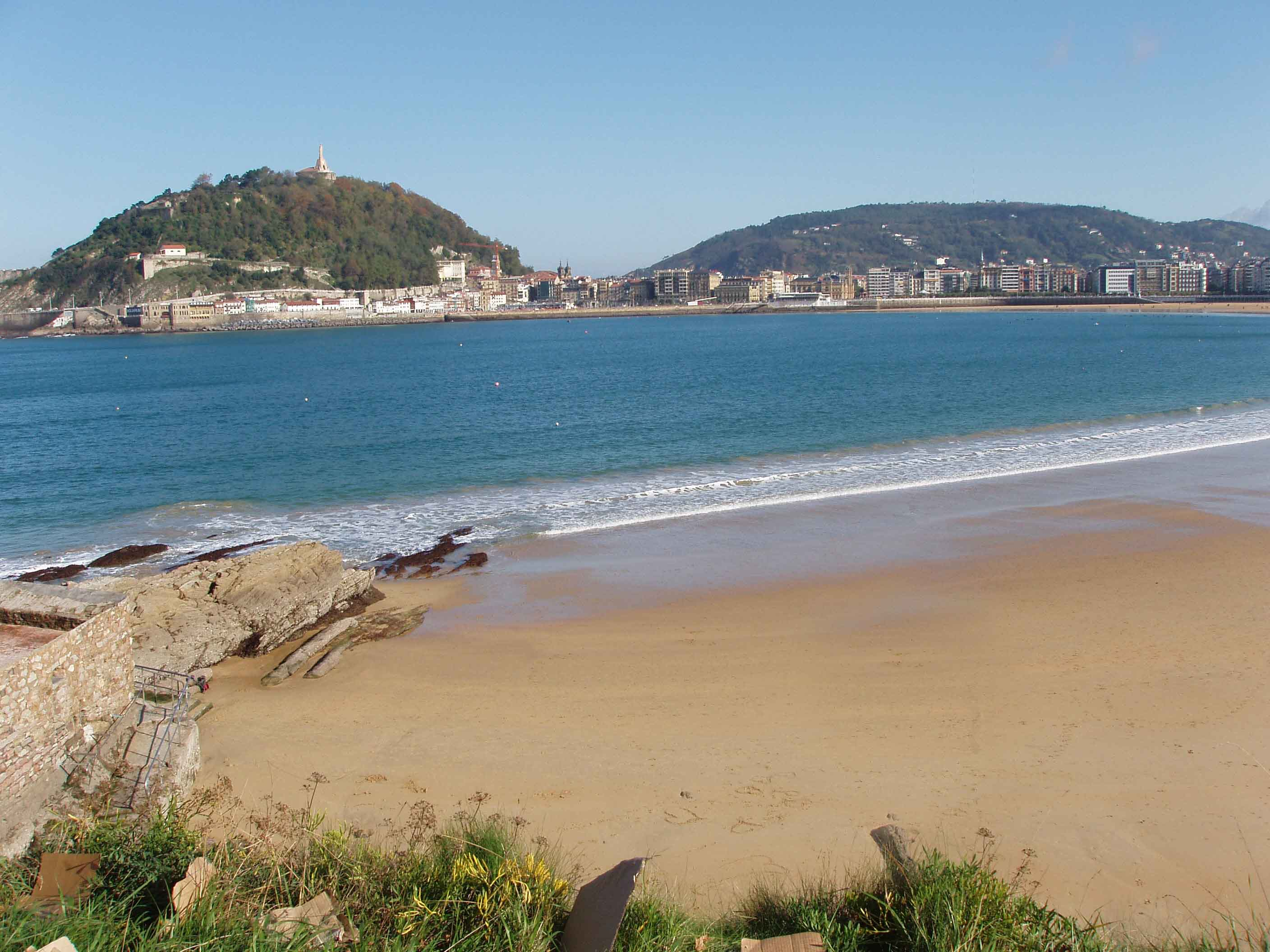
Vista de la bahía de La Concha en San Sebastián.

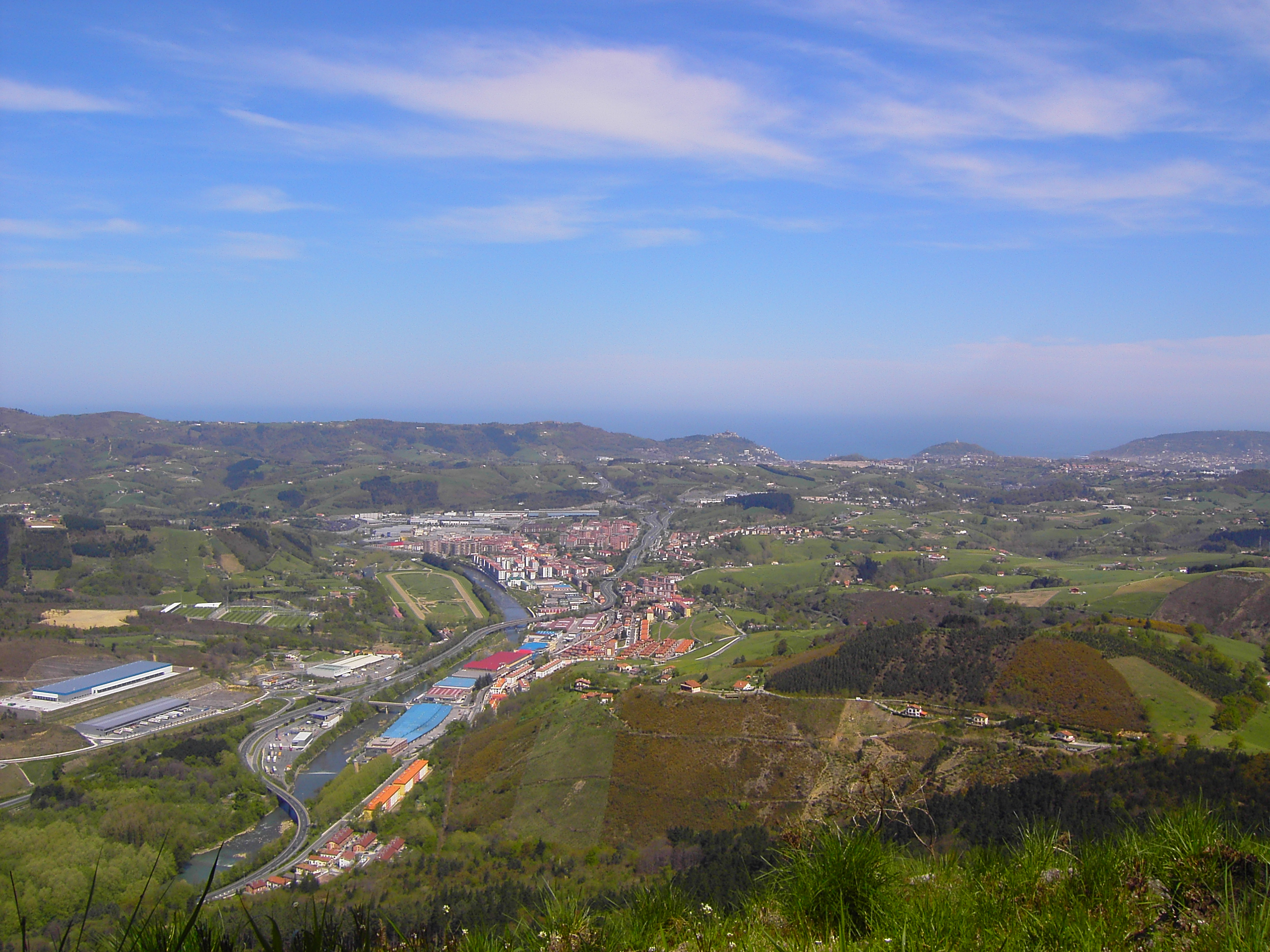
Vista de Lasarte-Oria desde el monte. En el centro de la imagen se ve la ciudad de Lasarte-Oria, el río Oria hace de límite de la localidad por el oeste. La orilla izquierda (incluyendo el hipódromo) pertenece al barrio de Zubieta de San Sebastián. En primer plano a la izquierda se ve el barrio de Oria.

La Comarca de San Sebastián (en euskera y oficialmente Donostialdea) es una comarca de la provincia de Guipúzcoa, en el País Vasco (España).

## Descripción
La Comarca de San Sebastián engloba las poblaciones que por su cercanía se hallan más estrechamente vinculadas a la ciudad de San Sebastián, principal ciudad y capital de la provincia de Guipúzcoa. La comarca forma en la práctica una aglomeración urbana de 329.719 habitantes (2018).
Su extensión es de casi 306 km². Se encuentra situada en la parte noreste de la provincia y ocupa la parte baja de las cuencas de los ríos Urumea, Oyarzun y Oria, aunque no la desembocadura de este último. Limita por el este con la comarca del Bajo Bidasoa, por el sureste con Navarra (comarcas de las Cinco Villas y Valle del Urumea), por el sur con Tolosaldea y por el oeste con Urola Costa. Por el norte linda con el mar Cantábrico.
La componen los siguientes 11 municipios: Andoáin, Astigarraga, Hernani, Lasarte-Oria, Lezo, Oyarzun, Pasajes, Rentería, San Sebastián, Urnieta y Usúrbil.
| #  | Municipio     | Alcalde                         | Partido Político | Población (2018) | % Población | Territorio km² |
| -- | ------------- | ------------------------------- | ---------------- | ---------------- | ----------- | -------------- |
| 1  | San Sebastián | Eneko Goia Laso                 | PNV              | 186.665          | 56,6        | 60,89          |
| 2  | Rentería      | Aizpea Otaegi Mitxelena         | EH Bildu         | 39.355           | 11,9        | 32,26          |
| 3  | Hernani       | Xabier Lertxundi Asteasuinzarra | EH Bildu         | 20.222           | 6,1         | 39,82          |
| 4  | Lasarte-Oria  | Agustín Valdivia Calvo          | PSE-EE           | 18.253           | 5,5         | 6,01           |
| 5  | Pasajes       | Teo Alberro Bilbao              | EH Bildu         | 16.128           | 4,9         | 11,34          |
| 6  | Andoáin       | Andoni Alvarez Lete             | EH Bildu         | 14.618           | 4,4         | 27,17          |
| 7  | Oyarzun       | Joana Mendiburu Garaiar         | EH Bildu         | 10.276           | 3,1         | 59,71          |
| 8  | Astigarraga   | Agurtzane Solaberrieta Mesa     | EH Bildu         | 6.272            | 1,9         | 11,89          |
| 9  | Urnieta       | Jorge Segurado Iriondo          | PNV              | 6.170            | 1,9         | 22,4           |
| 10 | Usúrbil       | Xabier Urdangarin Lasa          | EH Bildu         | 6.165            | 1,9         | 25,64          |
| 11 | Lezo          | Mikel Arruti Salaberria         | EH Bildu         | 6.045            | 1,8         | 8,59           |
|    | Donostialdea  |                                 |                  | 329.719          | 100         | 305,72         |

A veces la Comarca de San Sebastián suele subdividirse en tres sub-comarcas:
- Oarsoaldea: engloba la parte más oriental de la comarca; con los municipios situados en el valle del río Oyarzun y en el entorno de la Bahía de Pasajes: Lezo, Oyarzun, Pasajes y Rentería. Toma su nombre de Oarso, el antiguo nombre tanto del valle como de la Bahía de Pasajes. Tiene una población de 71.804 habitantes.[1]
- Buruntzaldea: engloba la parte más occidental de la comarca; con los municipios situados en los valles de los ríos Oria y Urumea: Andoáin, Astigarraga, Hernani, Lasarte-Oria, Urnieta y Usúrbil. Toma su nombre del monte Buruntza, situado entre ambos valles y casi equidistante entre las tres principales localidades: Andoáin, Hernani y Lasarte-Oria. Tiene una población de 71.700 habitantes.[1]
- La ciudad de San Sebastián.

## Núcleos de población de la comarca según el INE (2019)
|    | Nombre de la localidad | Municipio     | Población 2019 |
| 1  | Donostia/San Sebastián | San Sebastián | 184.278        |
| 2  | Errenteria             | Rentería      | 39.471         |
| 3  | Hernani                | Hernani       | 17.541         |
| 4  | Andoain                | Andoáin       | 13.206         |
| 5  | Lasarte                | Lasarte-Oria  | 12.990         |
| 6  | Astigarraga            | Astigarraga   | 6.532          |
| 7  | Urnieta                | Urnieta       | 6.168          |
| 8  | Lezo                   | Lezo          | 6.122          |
| 9  | Pasai Trintxerpe       | Pasajes       | 5.756          |
| 10 | Pasai Antxo            | Pasajes       | 5.188          |
| 11 | Usurbil                | Usúrbil       | 4.061          |
| 12 | Elizalde               | Oyarzun       | 3.487          |
| 13 | Pasai San Pedro        | Pasajes       | 2.965          |
| 14 | Pasai Donibane         | Pasajes       | 2.247          |
| 15 | Oztaran                | Lasarte-Oria  | 1.915          |
| 16 | Añorga                 | San Sebastián | 1.768          |
| 17 | Altzibar               | Oyarzun       | 1.670          |
| 18 | Arragua                | Oyarzun       | 1.371          |
| 19 | Atsobakar              | Lasarte-Oria  | 1.336          |
| 20 | Ugaldetxo              | Oyarzun       | 1.239          |
| 21 | Larrekoetxe            | Lasarte-Oria  | 1.189          |
| 22 | Iturriotz              | Oyarzun       | 1.179          |
| 23 | Igeldo                 | San Sebastián | 1.067          |
| 25 | Sorabilla              | Andoáin       | 955            |
| 25 | Oria                   | Lasarte-Oria  | 950            |
| 26 | Ergoien                | Oyarzun       | 742            |
| 27 | Santa Bárbara          | Hernani       | 713            |
| 28 | Zikuñaga               | Hernani       | 654            |
| 29 | Urdaiaga               | Usúrbil       | 611            |
| 30 | Kalezar                | Usúrbil       | 573            |
| 31 | Ereñotzu               | Hernani       | 456            |
| 32 | Aginaga                | Usúrbil       | 454            |
| 33 | Jauregi                | Hernani       | 384            |
| 34 | Gurutze                | Oyarzun       | 325            |
| 35 | Zubieta                | San Sebastián | 287            |
| 36 | Karrika                | Oyarzun       | 280            |
| 37 | Zubieta                | Usúrbil       | 249            |
| 38 | Txikierdi              | Usúrbil       | 225            |
| 39 | Osinaga                | Hernani       | 214            |
| 40 | Leizotz                | Andoáin       | 202            |
| 41 | Martindegi             | Hernani       | 163            |
| 42 | Buruntza               | Andoáin       | 145            |
| 43 | Goiburu                | Andoáin       | 129            |
| 44 | Epela                  | Hernani       | 99             |
| 45 | Akerregi               | Hernani       | 89             |
| 46 | Pagoaga                | Hernani       | 41             |
| 47 | Landarbaso             | San Sebastián | 15             |
| 48 | Eziago                 | Hernani       | 0              |